# Garšana
Garšana (Militärlager des An) war eine antike mesopotamische Stadt, die bisher nur aus schriftlichen Quellen mit Sicherheit bekannt ist. Sie war vielleicht mit dem modernen Ort Jarnah identisch, doch ist diese Identifizierung sehr vage und beruht nur auf der Annahme, dass der moderne Name ähnlich wie der antike Ortsname klingt. Aus Garšana stammen 1411 Keilschrifttexte. Anhand diverser Hinweise kann vermutet werden, dass die Stadt bei dem antiken Umma im Süden von Mesopotamien lag. In diversen Rechtsurkunden aus Garšana erscheint eine kurze Redewendung, die sonst nur von Texten aus Umma bekannt ist, was die räumliche Nähe beider Orte nahelegt. In den bekannten Texten erscheint der Ort nur innerhalb des Zeitraums vom 40. Regierungsjahr von Šulgi (etwa  2092 v. Chr. bis 2045 v. Chr.) bis zum 19. Regierungsjahr von Išbi-Erra (etwa 2017 bis 1985 v. Chr.). Der Ort wird meist nur auf Keilschrifturkunden genannt. Es gibt nur eine Ausnahme. Aus Girsu stammen vier steinerne Türpfosten, auf denen eine Institution mit dem Namen Usar-Garšana genannt wird.
Aus den Texten kann erschlossen werden, dass es in Garšana einen Tempel des Nergal gab. Es existierte zudem eine Garnison mit Soldaten, die einem General unterstand, und es wurde dort Leder verarbeitet.
Die 1411 Tontafeln mit Keilschrifttexten aus Garšana tauchten in den 1990er-Jahren auf dem Kunstmarkt auf und stammen aus illegalen Grabungen. Die Tafeln wurden vom Department of Near Eastern Studies at Cornell University aufgekauft und 2007 publiziert. Die Urkunden stammen wahrscheinlich aus einem einzigen Archiv von einem Gut, das in oder bei Garšana operierte. Das Gut wurde von einem Schreiber und Haushaltsvorsteher mit dem Namen Adad-tillai geleitet. Er hatte einen Angestellten namens Schu-Kabta, der General und Arzt war. Auf dem Gut ist die Prinzessin Simat-Ischtaran bezeugt. Die Beziehung von Schu-Kabta zu Simat-Ischtaran wird in den Texten nicht genannt. Vielleicht waren sie verheiratet, doch wird dies nirgendwo ausdrücklich erwähnt. Zu dieser Familie gehörte auch Ubartum, die als Ärztin tätig war. Andere Personen, die in dem Archiv genannt werden, sind Aschtaqqar, die Vorderste der Weberinnen, die sich selbst als Sklave des Abuni bezeichnet. Nachdem Schu-Kabta gestorben war, nannte sie sich Sklave der Simat-Ischtaran.